# Poulton-le-Sands
Koordinaten: 54° 4′ N, 2° 51′ W
Poulton-le-Sands ist eines von drei Dörfern, die 1889 den Ort Morecambe an der Morecambe Bay in Lancashire bildeten. Poulton wird schon im Domesday Book erwähnt. Im 19. Jahrhundert erhielt der Ort den Zusatz „le-Sands“ um ihn von einem anderen Poulton nahe Blackpool, das heute Poulton-le-Fylde heißt, zu unterscheiden.
Der britische Geologe und Paläontologe John Edward Marr wurde 1857 in dem Ort geboren.